# Cory Joseph
Pour les articles homonymes, voir Joseph.
Cory Joseph, né le 20 août 1991 à Toronto en Ontario au Canada, est un joueur canadien de basket-ball. Il mesure 1,88 m, et évolue au poste de meneur voire d'arrière.

## Biographie

### Spurs de San Antonio (2011-2015)
Le 23 juin 2011, il est sélectionné à la 29e position de la Draft 2011 de la NBA par les Spurs de San Antonio.

### Raptors de Toronto (2015-2017)
Le 5 juillet 2015, il signe aux Raptors de Toronto un contrat de 30 millions de dollars sur quatre ans.

### Pacers de l'Indiana (2017-2019)
Le 9 juillet 2017, il est transféré aux Pacers de l'Indiana en échange de C.J. Miles.

### Kings de Sacramento (2019-2021)
Le 1er juillet 2019, il s'engage pour trois saisons avec les Kings de Sacramento.

### Pistons de Détroit (2021-2023)
Le 24 mars 2021, il est envoyé vers les Pistons de Détroit dans un échange contre Delon Wright. Il est licencié le 31 juillet 2021 mais re-signe quelques jours plus tard avec les Pistons pour un contrat de dix millions de dollars sur deux ans.

### Warriors de Golden State (2023-2024)
Début juillet 2023, il signe aux Warriors de Golden State pour une saison,.
En février 2024, il est transféré aux Pacers de l'Indiana. Il est coupé dans la foulée.

### Magic d’Orlando (depuis 2024)
Le 17 juillet 2024, il signe un contrat de 2 ans avec le Magic d'Orlando.

## Palmarès
- Champion NBA en 2014 avec les Spurs de San Antonio.
- Champion de la Conférence Ouest en 2013 et 2014 avec les Spurs de San Antonio.
- Champion de la Division Southwest en 2012, 2013, et 2014 avec les Spurs de San Antonio.

## Statistiques

### Universitaires
Statistiques en matchs universitaires de Cory Joseph
| Saison    | Équipe   | Matchs | Titul. | Min./m | % Tir | % 3pts | % LF | Rbds/m. | Pass/m. | Int/m. | Ctr/m. | Pts/m. |
| --------- | -------- | ------ | ------ | ------ | ----- | ------ | ---- | ------- | ------- | ------ | ------ | ------ |
| 2010-2011 | Texas    | 36     | 36     | 32,4   | 42,2  | 41,3   | 69,9 | 3,56    | 3,03    | 1,03   | 0,31   | 10,42  |
| Carrière  | Carrière | 36     | 36     | 32,4   | 42,2  | 41,3   | 69,9 | 3,56    | 3,03    | 1,03   | 0,31   | 10,42  |

### Professionnelles

#### NBA
Légende :
| Champion NBA |

gras = ses meilleures performances

##### Saison régulière
Statistiques en saison régulière de Cory Joseph
| Saison     | Équipe      | Matchs | Titul. | Min./m | % Tir | % 3pts | % LF | Rbds/m. | Pass/m. | Int/m. | Ctr/m. | Pts/m. |
| ---------- | ----------- | ------ | ------ | ------ | ----- | ------ | ---- | ------- | ------- | ------ | ------ | ------ |
| 2011-2012* | San Antonio | 29     | 1      | 9,2    | 31,4  | 20,0   | 64,7 | 0,86    | 1,17    | 0,24   | 0,10   | 2,00   |
| 2012-2013  | San Antonio | 28     | 9      | 13,9   | 46,4  | 28,6   | 85,7 | 1,86    | 1,89    | 0,54   | 0,14   | 4,50   |
| 2013-2014  | San Antonio | 68     | 19     | 13,8   | 47,5  | 31,6   | 82,3 | 1,57    | 1,68    | 0,51   | 0,21   | 5,04   |
| 2014-2015  | San Antonio | 79     | 14     | 18,3   | 50,4  | 36,4   | 73,4 | 2,43    | 2,38    | 0,58   | 0,22   | 6,77   |
| 2015-2016  | Toronto     | 80     | 4      | 25,6   | 43,9  | 27,3   | 76,4 | 2,61    | 3,12    | 0,79   | 0,25   | 8,46   |
| 2016-2017  | Toronto     | 80     | 22     | 25,0   | 45,2  | 35,6   | 77,0 | 2,94    | 3,31    | 0,82   | 0,16   | 9,25   |
| 2017-2018  | Indiana     | 82     | 17     | 26,9   | 42,4  | 35,3   | 74,5 | 3,21    | 3,17    | 0,98   | 0,22   | 7,91   |
| 2018-2019  | Indiana     | 82     | 9      | 25,2   | 41,2  | 32,2   | 69,8 | 3,40    | 3,91    | 1,15   | 0,27   | 6,55   |
| 2019-2020  | Sacramento  | 72     | 26     | 24,4   | 41,5  | 35,2   | 85,7 | 2,61    | 3,49    | 0,74   | 0,29   | 6,36   |
| 2020-2021  | Sacramento  | 44     | 2      | 21,5   | 44,4  | 33,0   | 76,6 | 2,25    | 2,45    | 0,89   | 0,20   | 6,57   |
| 2020-2021  | Détroit     | 19     | 11     | 26,4   | 50,6  | 36,8   | 87,8 | 3,16    | 5,53    | 1,16   | 0,47   | 12,00  |
| 2021-2022  | Détroit     | 65     | 39     | 24,6   | 44,5  | 41,4   | 88,5 | 2,68    | 3,65    | 0,65   | 0,26   | 8,02   |
| 2022-2023  | Détroit     | 62     | 2      | 19,8   | 42,7  | 38,9   | 79,2 | 1,71    | 3,50    | 0,55   | 0,15   | 6,89   |
| Carrière   | Carrière    | 790    | 175    | 21,9   | 44,2  | 35,0   | 78,7 | 2,50    | 3,03    | 0,75   | 0,22   | 7,04   |

Note: * Cette saison a été réduite de 82 à 66 matchs en raison du Lock out.

Dernière modification le 3 octobre 2023

##### Playoffs
Statistiques en playoffs de Cory Joseph
| Saison   | Équipe      | Matchs | Titul. | Min./m | % Tir | % 3pts | % LF  | Rbds/m. | Pass/m. | Int/m. | Ctr/m. | Pts/m. |
| -------- | ----------- | ------ | ------ | ------ | ----- | ------ | ----- | ------- | ------- | ------ | ------ | ------ |
| 2013     | San Antonio | 20     | 0      | 9,6    | 46,4  | 18,2   | 45,5  | 1,55    | 1,20    | 0,30   | 0,10   | 2,95   |
| 2014     | San Antonio | 17     | 0      | 5,1    | 48,6  | 0,0    | 77,8  | 0,53    | 0,53    | 0,18   | 0,00   | 2,82   |
| 2015     | San Antonio | 4      | 0      | 5,4    | 83,3  | 0,0    | 50,0  | 0,25    | 0,00    | 0,00   | 0,25   | 2,75   |
| 2016     | Toronto     | 20     | 0      | 22,6   | 46,6  | 33,3   | 75,0  | 2,05    | 2,35    | 0,90   | 0,10   | 8,50   |
| 2017     | Toronto     | 10     | 2      | 21,2   | 43,7  | 40,9   | 100,0 | 2,10    | 3,10    | 0,40   | 0,20   | 7,90   |
| 2018     | Indiana     | 7      | 0      | 20,4   | 36,4  | 27,3   | 100,0 | 2,43    | 3,00    | 1,29   | 0,29   | 4,71   |
| 2019     | Indiana     | 4      | 0      | 21,2   | 50,0  | 44,4   | 100,0 | 1,75    | 1,00    | 1,00   | 0,00   | 7,50   |
| Carrière | Carrière    | 82     | 2      | 14,6   | 46,1  | 32,5   | 75,9  | 1,55    | 1,66    | 0,54   | 0,11   | 5,24   |

Dernière mise à jour le 6 mai 2019

#### D-League
| Saison    | Équipe   | Matchs | Titul. | Min./m | % Tir | % 3pts | % LF | Rbds/m. | Pass/m. | Int/m. | Ctr/m. | Pts/m. |
| --------- | -------- | ------ | ------ | ------ | ----- | ------ | ---- | ------- | ------- | ------ | ------ | ------ |
| 2010-2011 | Austin   | 14     | 12     | 32,9   | 45,9  | 36,7   | 92,3 | 5,14    | 5,14    | 1,29   | 0,57   | 13,79  |
| 2012-2013 | Austin   | 26     | 26     | 38,5   | 45,8  | 47,9   | 80,4 | 4,85    | 5,46    | 1,92   | 0,38   | 19,38  |
| Carrière  | Carrière | 40     | 38     | 36,6   | 45,8  | 44,7   | 83,5 | 4,95    | 5,35    | 1,70   | 0,45   | 17,43  |

## Records sur une rencontre en NBA
Les records personnels de Cory Joseph en NBA sont les suivants, :
| Type de statistique        | Saison régulière | Saison régulière          | Saison régulière | Playoffs | Playoffs                 | Playoffs      |
| Type de statistique        | Record           | Adversaire                | Date             | Record   | Adversaire               | Date          |
| -------------------------- | ---------------- | ------------------------- | ---------------- | -------- | ------------------------ | ------------- |
| Points                     | 33               | @ Nets de Brooklyn        | 17 janvier 2017  | 22       | @ Cavaliers de Cleveland | 3 mai 2017    |
| Paniers marqués            | 15               | @ Nets de Brooklyn        | 17 janvier 2017  | 9        | @ Cavaliers de Cleveland | 3 mai 2017    |
| Paniers tentés             | 22               | @ Nets de Brooklyn        | 17 janvier 2017  | 17       | @ Heat de Miami          | 9 mai 2016    |
| Paniers à 3 points réussis | 5                | 2 fois                    | 2 fois           | 3        | 2 fois                   | 2 fois        |
| Paniers à 3 points tentés  | 9                | @ Clippers de Los Angeles | 30 janvier 2020  | 4        | 6 fois                   | 6 fois        |
| Lancers francs réussis     | 8                | Lakers de Los Angeles     | 7 décembre 2015  | 7        | Pacers de l'Indiana      | 16 avril 2016 |
| Lancers francs tentés      | 10               | Lakers de Los Angeles     | 7 décembre 2015  | 8        | Pacers de l'Indiana      | 16 avril 2016 |
| Rebonds offensifs          | 4                | @ Hawks d'Atlanta         | 24 janvier 2014  | 2        | 2 fois                   | 2 fois        |
| Rebonds défensifs          | 9                | 3 fois                    | 3 fois           | 6        | Cavaliers de Cleveland   | 7 mai 2017    |
| Rebonds totaux             | 11               | @ Nets de Brooklyn        | 14 février 2018  | 6        | 2 fois                   | 2 fois        |
| Passes décisives           | 14               | Suns de Phoenix           | 19 novembre 2019 | 12       | Cavaliers de Cleveland   | 7 mai 2017    |
| Interceptions              | 5                | 2 fois                    | 2 fois           | 3        | 2 fois                   | 2 fois        |
| Contres                    | 3                | Heat de Miami             | 12 mars 2016     | 2        | @ Lakers de Los Angeles  | 26 avril 2013 |
| Balles perdues             | 7                | Hawks d'Atlanta           | 17 novembre 2018 | 3        | 4 fois                   | 4 fois        |
| Minutes jouées             | 43               | Trail Blazers de Portland | 19 décembre 2014 | 40       | Cavaliers de Cleveland   | 7 mai 2017    |

- Double-double : 6 (dont 1 en playoffs)
- Triple-double : 0

Dernière mise à jour : 16 août 2022

## Vie privée
Son grand frère, Devoe, a joué pour l'université de Minnesota avant d'être transféré en Oregon. Cory Joseph est aussi cousin issu de germain de Kris Joseph, qui a été drafté par les Celtics de Boston en 2012.
Le père de Joseph, David, est entraîneur de l'équipe de Mississauga Power dans la National Basketball League du Canada.